# Georges Wambst
Georges Wambst (Lunéville, 21 de juliol de 1902 - Raon-l'Étape, 1 d'agost de 1988), anomenat Le Frelon, va ser un ciclista francès, que va córrer durant els anys 20 i 30 del segle xx. El seu principal èxit esportiu l'aconseguí als Jocs Olímpics de París de 1924, en què guanyà la medalla d'or en la contrarellotge per equips, tot formant equip amb Armand Blanchonnet i René Hamel.
En el seu palmarès destaquen nombroses curses de ciclisme en pista. Els seus germans Auguste, Charles i Fernand també foren ciclistes.

## Palmarès
- 1925
  - 1r a la París-Reims
- 1926
  - 1r als Sis dies de París (amb Charles Lacquehay)
  - 1r als Sis dies de Berlín (amb Charles Lacquehay)
- 1927
  - 1r als Sis dies de Breslau (amb Charles Lacquehay)
- 1928
  - 1r als Sis dies de París (amb Charles Lacquehay)
  - 1r als Sis dies de Niça (amb Charles Lacquehay)
  - 1r al Premi Dupré-Lapize (amb Charles Lacquehay)
- 1929
  - 1r al Critèrium dels Asos
- 1931
  - 1r al Premi Dupré-Lapize (amb Paul Broccardo)
- 1940
  -  Campió de França de mig fons